# Liberación (farmacología)
El concepto farmacológico de la liberación es el primer paso del proceso en el que el medicamento entra en el cuerpo y libera el contenido del principio activo administrado. El fármaco debe separarse del vehículo o del excipiente con el que ha sido fabricado, comprende tres pasos: desintegración, disgregación y disolución. Las características de los excipientes tienen un papel fundamental, ya que tienen como una de sus funciones el crear el ambiente adecuado para que el fármaco se absorba correctamente. Es por ello que medicamentos con la misma dosis, pero de distintas marcas comerciales pueden tener distinta bioequivalencia, es decir, alcanzan concentraciones plasmáticas distintas, y, por tanto, efectos terapéuticos diferentes.

## Disolución
En una situación típica, al ingerir una tableta pasa por el esófago al estómago. Por razón de que el estómago tiene un ambiente acuoso, es el primer lugar donde la tableta se disolverá.
La velocidad de disolución es un elemento clave en el control de la duración del efecto del fármaco, y por ello diferentes formas del mismo medicamento pueden tener los mismos ingredientes activos, pero difieren en la velocidad de disolución. Si se suple una droga en una forma que no es rápidamente disuelta, el fármaco puede ser liberado más gradualmente en el tiempo alcanzando una más larga duración en su acción. El tener esa larga duración en su acción puede mejorar su complianza siendo que el medicamento no tiene que ser tomado tan a menudo. Además, una forma de liberación lenta mantendrá concentraciones en rangos terapéuticos aceptables por un período de tiempo más duradero, a diferencia de las presentaciones de rápida liberación que tienen altos y bajos de concentraciones más pronunciados. 
La velocidad de disolución se describe con la ecuación Noyes-Whitney:
{\displaystyle {\frac {dW}{dt}}={\frac {DA(C_{s}-C)}{L}}},
donde:
- {\displaystyle {\frac {dW}{dt}}} es la velocidad de disolución.
- A es el área superficial del sólido.
- C es la concentración del sólido en el medio de disolución principal.
- {\displaystyle C_{s}} es la concentración del sólido en la capa de difusión que rodea al sólido.
- D es el coeficiente de difusión.
- L es el grosor de la capa de difusión.

De la ecuación de Noyes-Whitney se infiere que la velocidad de disolución puede modificarse principalmente al alterar el área superficial del sólido. El área superficial puede ajustarse al alterar el tamaño de la partícula (micronización). La velocidad de disolución también puede alterarse al escoger un polimorfo adecuado del compuesto. Específicamente, las formas cristalinas se disuelven más rápidamente que las formas amorfas.
Igualmente, el cubrir una tableta o pastilla puede actuar como una barrera reduciendo la velocidad de disolución. La cubierta puede también modificar el sitio de disolución. Por ejemplo, una cubierta entérica puede ser aplicada al medicamento, para que la cubierta sea disuelta en un ambiente básico como el de los intestinos, previniendo así que el fármaco sea liberado antes de alcanzar los intestinos.
Debido a que las soluciones ya están en un estado disuelto, no tienen necesidad de pasar por una etapa de disolución antes de que se comience su absorción.

## Ionización
Las membranas celulares presentan una resistencia al paso de moléculas ionizadas superior a la que presenta a las sustancias no ionizadas. Este hecho es de importancia sobre todo con sustancias que son anfotéricamente débiles. El pH ácido del estómago y la posterior alcalinización del mismo en el intestino, modifican los grados de ionización de ácidos y bases débiles, en función del pKa de cada sustancia. El pKa es el pH en el que una sustancia presenta un equilibrio entre las moléculas ionizadas y las no ionizadas, y para su cálculo es importante considerar la ecuación de Henderson-Hasselbalch.